# کارپروفن
کارپروفن (انگلیسی: Carprofen) یک داروی ضدالتهاب غیراستروئیدی (NSAID) از کلاس اسید پروپیونیک است که پیش‌تر برای در انسان و حیوان استفاده می‌شد، اما اکنون فقط به‌عنوان یک درمان حمایتی برای شرایط مختلف تنها برای حیوانات در دسترس دامپزشکان است. کارپروفن با مهار COX-1 و COX-2 التهاب را کاهش می‌دهد. ویژگی آن برای COX-2 از گونه‌ای به گونه دیگر متفاوت است. کارپروفن که با نام‌های تجاری بسیاری در سراسر جهان عرضه می‌شود، درمان روزانه برای درد و التهاب ناشی از انواع گوناگون درد مفاصل و همچنین درد پس از عمل را ارائه می‌کند.

## کاربرد انسان
کارپروفن تقریباً ده سال در انسان استفاده شد. مصرف آن از سال ۱۹۸۸ آغاز شد. کارپروفن برای همان شرایطی که در سگ‌ها وجود داشت، مانند درد مفاصل و التهاب استفاده شد. عوارض جانبی معمولاً خفیف بوده و معمولاً شامل حالت تهوع یا درد دستگاه گوارش و اسهال می‌شود. این دارو فقط با نسخه در دوزهای ۱۵۰ تا ۶۰۰ میلی‌گرم در دسترس بود. دوز بیش از ۲۵۰ میلی‌گرم تنها برای تسکین درد پس از ضربه شدید، مانند التهاب پس از جراحی بود. دوزهای ۱۵۰ میلی‌گرم معمولاً برای تسکین درد آرتریت استفاده می‌شد، در حالی که دوزهای ۲۰۰ میلی‌گرم معمولاً در موارد آرتریت شدید یا درد التهابی شدید تجویز می‌شد. دارو به صورت خوراکی مصرف شد. فایزر به دلایل تجاری به‌طور داوطلبانه آن را برای استفاده انسانی از بازار حذف کرد.

## دامپزشکی

### استفاده از سگ
کارپروفن یکی از یازده داروی ضدالتهابی غیر استروئیدی مورد تأیید برای استفاده در سگ است. اینها داروهای ضد التهابی غیر استروئیدی هستند که به تسکین التهاب، درد و تب کمک می‌کنند. کارپروفن را می‌توان به صورت قرص، قرص جویدنی یا تزریقی تجویز کرد.
اغلب، کارپروفن به‌عنوان داروی طولانی‌مدت مدیریت درد یا پس از یک روش جراحی برای تسکین حاد درد و التهاب در طول فرایند بهبودی استفاده می‌شود. هنگام استفاده طولانی مدت، استئوآرتریت اغلب یک بیماری هدف است، زیرا در بیماران سگ شایع است و در نژاد، اندازه و سن متفاوت است.
برای بیمارانی که نیاز به مدیریت درد حاد یا مزمن دارند، کارپروفن باعث بهبود انرژی، سطح فعالیت، راحتی و رفاه عمومی سگ می‌شود.

## عوارض نامطلوب
بیشتر سگ‌ها به استفاده از کارپروفن پاسخ خوبی می‌دهند، اما مانند همه NSAIDها، ممکن است در برخی از بیماران مشکلات گوارشی، کبدی و کلیوی ایجاد کند.
در سال ۱۹۹۹ میلادی، سازمان غذا و داروی آمریکا (FDA) در ایالات متحده بیش از ۶۰۰۰ گزارش حکایتی از مرگ ناگهانی حیوانات پس از استفاده از کارپروفن با نام تجاری ریمادیل فایزر داشت. در نتیجه، FDA از فایزر درخواست کرد که در تبلیغات خود به مصرف‌کنندگان توصیه کند که مرگ یک عارضه جانبی احتمالی است. فایزر نپذیرفت و تبلیغات آنها را متوقف کرد. با این حال، آنها اکنون مرگ را به عنوان یک عارضه جانبی احتمالی در برچسب دارو درج می‌کنند. برنامه‌ها خواستار یک نامه دکتر برای توصیه به دامپزشکان و یک برگه ایمنی ضمیمه بسته‌های قرص هستند.
هنگامی که بیمار برای مدیریت درد مزمن از NSAID استفاده می‌کند، عوارض جانبی باید تحت نظر باشد و به دامپزشک اعلام شود.
اثرات نامطلوب عبارتند از:
- از دست دادن اشتها
- استفراغ
- اسهال
- افزایش تشنگی
- افزایش ادرار
- خستگی و/یا بی حالی (خواب آلودگی)
- از دست دادن هماهنگی بدن
- تشنج
- اختلال عملکرد کبد: زردی (زردی چشم)
- خون یا مواد قیر مانند تیره در ادرار یا مدفوع[۹]
- بی‌حالی
- گیج کننده، سکندری، ضعف یا فلج جزئی، فلج کامل
- تغییر در پوست (قرمزی، دلمه، یا خاراندن)
- تغییر در رفتار (مانند کاهش یا افزایش سطح فعالیت، تشنج یا پرخاشگری)[۱۰]
- در موارد نادر، مرگ با برخی از عوارض جانبی ذکر شده در بالا همراه بوده‌است.[۱۱]
- اثرات مصرف بیش از حد شامل گاستریت و تشکیل زخم است.[۱۲]